# Carteira escolar

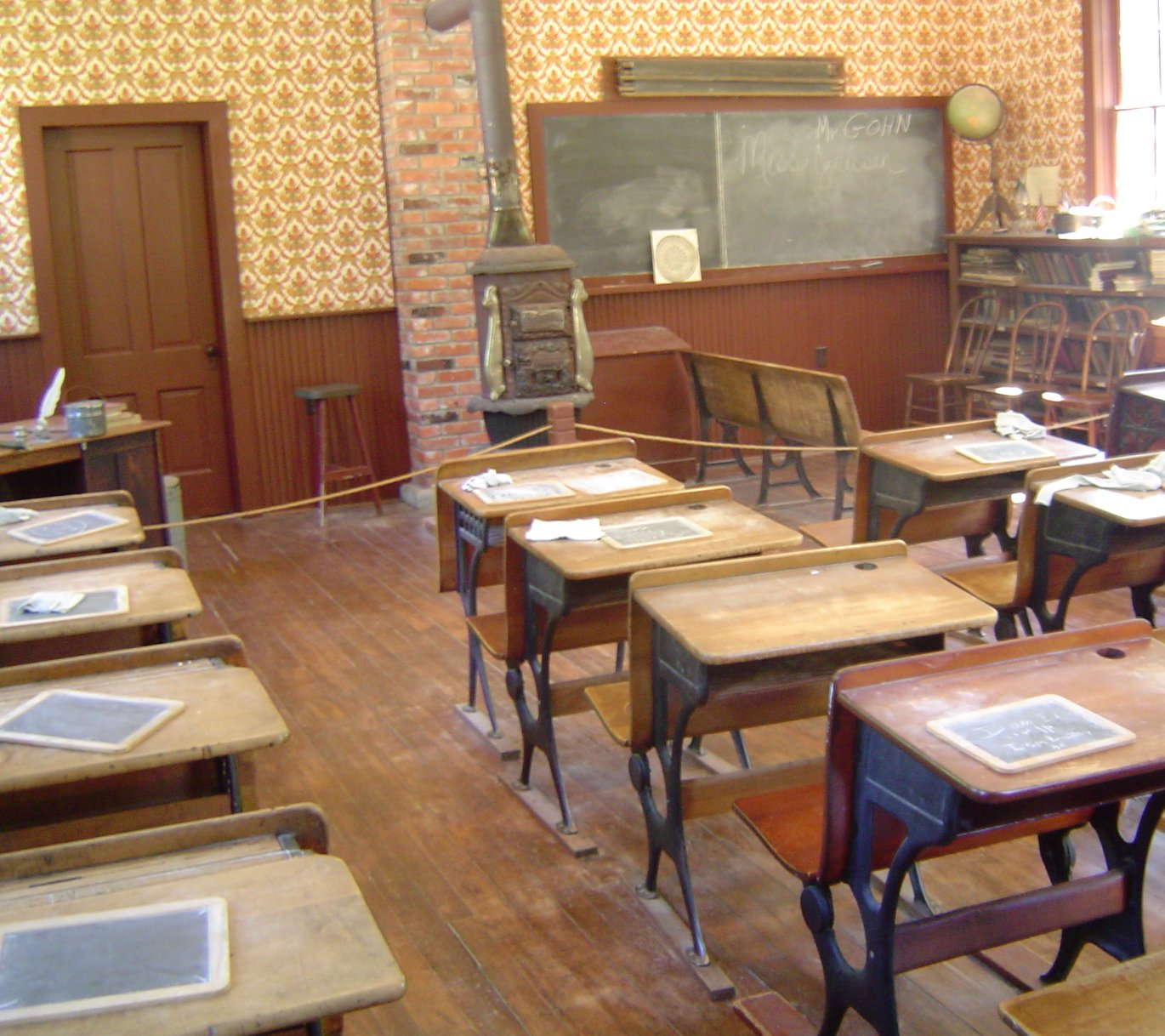

Uma carteira escolar é um móvel comumente encontrado nas escolas, desenhado a fim de propiciar aos alunos acomodação adequada para assistir às aulas. Usualmente se constitui por uma cadeira e uma mesa de superfície plana, permitindo que o aluno escreva de modo livre sobre ela, contando ainda com espaço para guardar livros, cadernos e afins.

## Tecnologia em sala de aula
- Seguindo a mesma linha das cadeiras escolares convencionais, a cadeira escolar informatizada foi desenvolvida para ampliar a inclusão digital. No conceito, a cadeira informatizada tem tecnologia agrupada, com tecnologia avançada em seu interior, onde o professor pode optar por aulas convencionais ou agregar conteúdos digitais para os alunos. Este conceito moderno, proporciona ergonomia, flexibilidade e interatividade nas aulas e auxilia o aluno no transportes de informações casa escola, bem como escola casa. Esse tecnologia é semelhante a uma carteira convencional quando fechada e, com o tampo basculante aberto, torna-se um computador com tecnologia de ponta. Sua estrutura conta com um minicomputador de monitor widescreen , mouse e teclado acoplados, além de chave com segredo, e níveis de altura e regulagem de ângulo, como nos notebooks.
- Essa carteira também está disponível na versão para portadores de necessidades especiais, modelo com opcionais de teclado com colmeia (que tem uma placa acrílico com perfurações correspondentes a cada tecla, para evitar que o usuário portador de deficiência motora pressione teclas indesejáveis) e regulagem de altura. Os modelos acima mencionados e outros modelos de carteiras informatizadas já estão disponíveis em escolas e universidades públicas e particulares Hoje em dia as carteiras são mais avançadas mais isso só é uma ideia de que não é Carteira do estudante e sim o imobiliário escolar.

1. ↑  Alcântara, Wiara (maio de 2016). «A transnacionalização de objetos escolares no fim do século XIX». A transnacionalização de objetos escolares no fim do século XIX: 115–159. ISSN 0101-4714. doi:10.1590/1982-02672016v24n0204